# Charlotte Meurisse
 (juin 2015).
Si vous disposez d'ouvrages ou d'articles de référence ou si vous connaissez des sites web de qualité traitant du thème abordé ici, merci de compléter l'article en donnant les références utiles à sa vérifiabilité et en les liant à la section « Notes et références ».
Pour les articles homonymes, voir Meurisse.
Charlotte Meurisse est une autrice française de livres pour la jeunesse, née le 7 mai 1968. 
Ses principaux romans sont édités chez Atouludik : Tous aux sports d'hiver, Vacances au Sénégal, etc.